# نجيب ساويرس
نجيب أنسي ساويرس (17 يونيو 1955 في محافظة سوهاج مركز طهطا) هو أحد أكبر رجال الأعمال المصريين، رئيس مجلس إدارة شركة أوراسكوم للاستثمار القابضة. نجل أنسي ساويرس مؤسس مجموعة أوراسكوم الأم المتعددة النشاطات. حصل علىٰ بكالوريوس الهندسة الميكانيكية وماجستير في علوم الإدارة التقنية من المعهد الفيدرالي للتكنولوجيا في سويسرا. أطلق قناة أو تي في التي افتُتحت في 31 يناير 2007 وقناة أون تي في التي افتُتحت في 6 أكتوبر 2008. مساهم في جريدة المصري اليوم، قدرت مجلة فوربس سنة 2015 أن ثروته تبلغ 2.9 مليار دولار، وترتيبه رقم 577 في قائمة أغنى أغنياء العالم حيث يحتل المرتبةَ الرابعةَ في مصر.
تبرع نجيب وعائلته لصندوق تحيا مصر بمبلغ ثلاثة مليارات جنيه مصري.

## بدايته
بدأ حياته العملية في مصر بعد عودته من رحلةِ الدراسة سنة 1987 بإنشاء قطاع في شركة والده (أوراسكوم) باسم قطاع التكنولوجيا بوكالة شركة HP للحاسبات، وظل يطور هذا القطاع فضم إليه وحدةَ اتصالات الحاسب من شركة AT&T في عام 1990 ليستكمل منظومة العمل في هذا المجال، ثم تطورت علاقته بالشركة حتى حصل على وكالة شركة AT&T لأجهزة الاتصالات سنة 1992، ومنذ ذلك التاريخ بدأت علاقته بقطاع الاتصالات وشغفه به وكان يعاونه في هذا المجال أول مهندس اتصالات عمل معه وهو المهندس أسامة الخولي وفي عام 1994 أنشأ أول شركة للإنترنت InTuch، وفي عام 1996 أنشأ أول شركة للاتصالات عبر الأقمار الصناعية في مصر ESC، وفي عام 1997 كانت انطلاقته في عالم الهاتف المحمول بتحالفه مع شركتي أورنج و Motorola بإنشاء شركة موبينيل للاتصالات التي استحوذت على 70% من الشركة المصرية لخدمات التليفون المحمول في مصر والمعروفة باسم موبينيل وكانت هذة هي نقطة التحول الثانية في تقدمه في مجال الاتصالات.

## التاريخ
منذ أن انضم نجيب ساويرس عام 1979 لمجموعة أوراسكوم التي تضم شركات عائلته، ساهم نجيب في نمو وتنويع نشاط الشركة لتصبح اليوم أكبر مؤسسات القطاع الخاص في مصر وأكثرها تنوعاً. وتمتلك مجموعة أوراسكوم أكبر حصة رأس مال في بورصتي القاهرة والإسكندرية على الإطلاق.
وكان نجيب ساويرس أول من أسس وشيّد الطريق أمام قطاع الاتصالات وتكنولوجيا المعلومات لمجموعة أوراسكوم، وبعد نجاحه في هذا القطاع وفي قطاعات أخرى بالشركة، قررت الإدارة تقسيم أوراسكوم إلى مجموعة من الشركات المنفصلة وهي: أوراسكوم تيلكوم وأوراسكوم للإنشاء والصناعة وموقعها على الإنترنت وأوراسكوم للفنادق والتنمية وأوراسكوم للأنظمة التكنولوجية. ويرأس نجيب ساويرس مجلس إدارة شركة أوراسكوم تيلكوم القابضة منذ إنشائها في نهاية عام 1997.
كان أول أهدافه تكوين فريق من المهندسين المصريين الخبراء.
في مجال شبكات GSM كانت موبينيل المدرسة النموذجية لتحقيق ذلك الهدف، فإعتمد إستراتيجية ان يضع مهندس مصري بجوار كل خبير أجنبي يراقب ويتعلم، كما طعم الهيكل الإداري للشركة بالكوادر المصرية التي تحقق له الهدف.

## المشاركة السياسية
في أعقاب الثورة المصرية لعام 2011، كان ساويرس، مؤسس حزب المصريين الأحرار (المصريين الأحرار). في سبتمبر 2015، عرض شراء جزيرة قبالة اليونان أو إيطاليا لمساعدة مئات الآلاف من اللاجئين الفارين من الصراع السوري؛ ومع ذلك، فقد أقر بأن الخطة قد تواجه تحديات فيما يتعلق بالأنظمة القضائية وتنظيم الجمارك.

## من مناصبه
- رئيس أوراسكوم للاتصالات.
- رئيس أوراسكوم للتكنولوجيا.
- رئيس مجلس إدارة ويذر للاستثمارات.
- رئيس مجلس إدارة ويند للاتصالات.
- رئيس مجلس إدارة أورنج مصر.
- رئيس مجلس إدارة شركة النيل للسكر
- عضو في مجلس إدارة المجلس المصري للشئون الخارجية.
- عضو في مجلس أمناء ومجلس إدارة مؤسسة الفكر العربي.
- نائب رئيس مجلس إدارة المنظمة العربية لمناهضة التمييز.
- مؤسس حزب المصريين الأحرار.

## أوسمة
- وسام جوقة الشرف الفرنسية برتبة قائد في 2012 من الرئيس الفرنسي نيكولا ساركوزي
- وسام نجمة التضامن الإيطالي في 2011 من الحكومة الإيطالية
- وسام جوقة الشرف الفرنسية برتبة ضابط في 2007 من الرئيس الفرنسي جاك شيراك
- وسام سيتارا-أي-كوايد-أي-ازام من الرئيس الباكستاني برفيز مشرف

## ثروته
قام نجيب ساويرس بتحويل نصف ثروته إلى الذهب، ويبلغ إجمالي ثروة ساويرس الصافية نحو 5.7 مليار دولار أمريكي.

## وصلات خارجية
- نجيب ساويرس على موقع مونزينجر (الألمانية)
- نجيب ساويرس على موقع قاعدة بيانات الأفلام العربية